# Making a Murderer
Making a Murderer est une série télévisée documentaire américaine en vingt épisodes d'environ 50 minutes réalisée par Laura Ricciardi (en) et Moira Demos (en). Les deux saisons ont été mises en ligne en intégralité respectivement le 18 décembre 2015 et le 19 octobre 2018 sur la plateforme Netflix.

## Synopsis
Filmé sur dix ans, ce thriller documentaire suit l'histoire de Steven Avery, citoyen américain qui a passé 18 ans en prison pour agression sexuelle (avant d'être innocenté par un test ADN), avant d'être accusé d'avoir tué Teresa Halbach deux ans après sa sortie de prison. Sa défense lors du second procès a notamment invoqué le conflit d'intérêts évident (et reconnu) dans lequel se trouvait le département de police du comté ayant mené l'enquête, département qui était poursuivi pénalement par Avery pour mauvaise conduite dans la première affaire.
Le documentaire suit également l'histoire de Brendan Dassey, accusé et reconnu coupable d'être complice du meurtre.

## Distribution

### Famille Avery
- Steven Avery – Accusé, condamné pour le meurtre de Teresa Halbach
- Allan Avery – Père de Steven
- Dolores Avery – Mère de Steven
- Chuck Avery – Frère de Steven
- Brendan Dassey – Accusé, neveu de Steven, condamné pour complicité dans le meurtre de Teresa
- Bobby Dassey – Frère de Brendan
- Barb Tadych – Sœur de Steven, mère de Brendan et Bobby Dassey
- Scott Tadych – Époux de Barb (marié après les procès)
- Kayla Avery – Cousine de Brendan

### Victimes
- Steven Avery – Accusé et condamné à tort pour contraintes sexuelles, pour lesquelles il a purgé une peine de 18 ans de prison
- Penny Beerntsen – Victime de contraintes sexuelles et tentative de meurtre
- Teresa Halbach – Victime, assassinée en 2005

### Avocats de la défense
- Dean Strang – pour Steven Avery
- Jerome Buting – pour Steven Avery
- Len Kachinsky – premier avocat commis d'office de Brendan Dassey
- Mark Fremgen – pour Brendan Dassey, second avocat commis d'office
- Ray Edelstein – pour Brendan Dassey, second avocat commis d'office
- Steven Drizin – avocat après la condamnation de Brendan Dassey
- Robert Dvorak – avocat après la condamnation de Brendan Dassey
- Laura Nirider – avocat après la condamnation de Brendan Dassey
- Kathleen Zellner – avocat après la condamnation de Steven Avery

### Accusation et juges
- Denis Vogel – Procureur du district du Comté de Manitowoc dans l'affaire contre Steven Avery de 1985
- Ken Kratz (en) – Procureur spécial, procureur du district du Comté de Calumet, accusation dans l'affaire du meurtre de Teresa Halbach
- Patrick Willis (Juge) (en) – Juge du district du Comté de Manitowoc Circuit Court (en), a dirigé le procès de Steven Avery
- Norm Gahn – Procureur spécial, procureur adjoint du district du Comté de Milwaukee
- Jerome Fox – Juge du district du Comté de Manitowoc a dirigé le procès de Brendan Dassey

### Forces de l'ordre
- Tom Kocourek – Shérif du district du Comté de Manitowoc (1979–2001)
- Kenneth Petersen – Shérif du district du Comté de Manitowoc (2001–2007)
- Gene Kusche – Shérif adjoint du district du Comté de Manitowoc lors du procès de Steven en 1985
- James Lenk – Lieutenant, département du shérif du Comté de Manitowoc
- Andrew Colborn – Sergent, département du shérif du Comté de Manitowoc
- Judy Dvorak – Adjoint , département du shérif du Comté de Manitowoc
- Tom Fassbender – Enquêteur, Wisconsin Department of Justice (en), enquêteur principal dans l'affaire du meurtre de Teresa Halbach
- Mark Wiegert – Sergent, département du shérif du Comté de Calumet